# Aphyculus sasae
Aphyculus sasae är en stekelart som beskrevs av Sharkov 1995. Aphyculus sasae ingår i släktet Aphyculus och familjen sköldlussteklar. Inga underarter finns listade i Catalogue of Life.